# Будберг, Карл Васильевич
Барон Карл Васильевич Будберг (нем. Carl Ludwig Freiherr Budberg-Bönninghausen; 1775?—1829) — генерал-лейтенант Русской императорской армии.

## Биография
Родился в Лифляндской губернии в дворянской семье: отец барон Людвиг-Отто фон Будберг (1729—1789), мать — Елизавета-София фон Лёвенштерн (1748—1811).
Формально начал службу в лейб-гвардии Семёновском полку, куда был записан, по обычаю того времени, в 11-летнем возрасте. В 1795 году поступил адъютантом к генералу Ласси, а два года спустя был переведён в Рижский драгунский полк, где в 1801 году дослужился до подполковника; в 1799 году участвовал в итальянско-швейцарском походе Суворова, а затем в кампании 1806—1807 гг. — в сражении при Прейсиш-Эйлау Будберг был ранен и за отличие награждён орденом Св. Владимира 4-й степени с бантом, а за мужество, проявленное в сражениях при Гутштадте, Гейльсберге и Фридланде — золотой шпагой.
Произведённый 12 декабря 1808 года в полковники, Будберг в следующем году выступил в поход против австрийцев в Галицию, после чего, 30 января 1811 года был назначен командиром лейб-кирасирского Его Величества полка, а 3 ноября того же года — его шефом.
Во главе полка он участвовал в сражениях 1812—1814 гг. Во время Отечественной войны полк Будберга входил в состав дивизии генерала Депрерадовича и находился при отступлении 1-й армии к Дриссе, участвовал в сражениях под Витебском и Смоленском и при Бородино.

В Бородинском сражении полк Будберга своими кавалерийскими атаками поддержал особенно страдавшие от французской кавалерии полки: лейб-гвардии Измайловский и Литовский; Будберг был ранен осколком ядра в ногу и награждён 19 декабря 1812 года орденом Святого Георгия 4-й степени 
в воздаяние ревностной службы и отличия, оказанного в сражении против французских войск 1812 года августа 26 при с.Бородине, где, собрав полк под картечными выстрелами и ободряя нижних чинов мужеством и храбростью своею к поражению неприятеля, атаковал онаго и опрокинул, причем ранен в левую ляжку ядром.

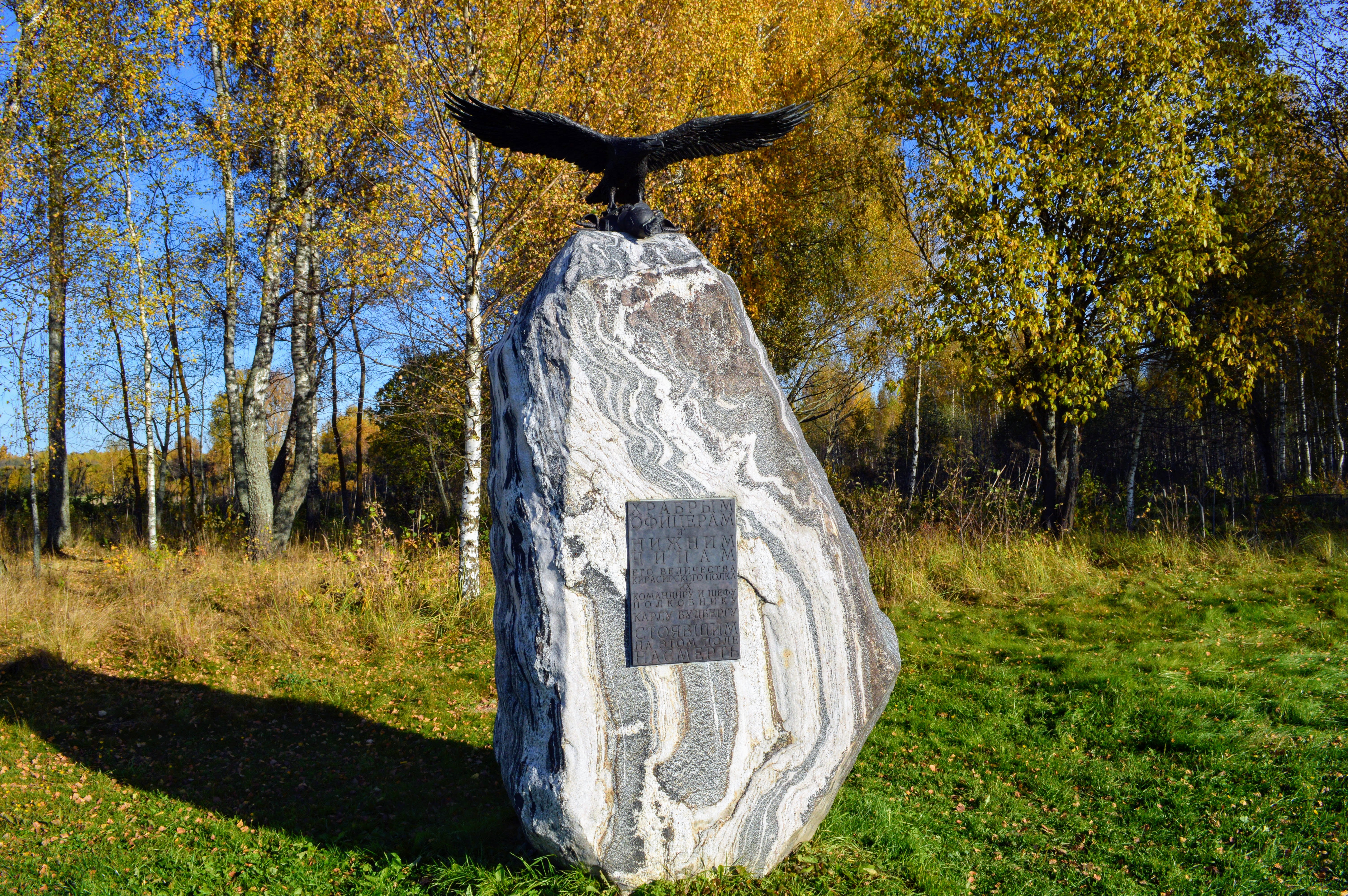
Памятник воинам лейб-гвардии кирасирского полка на Бородинском поле, 1912

Выздоровев, он с полком участвовал затем в боях под Красным, при Борисове, Люцене, Бауцене, Дрездене, а также под Кульмом, где взял французскую батарею и опрокинул неприятельскую пехоту, шедшую на выручку своей артиллерии — при этом был взят в плен генерал Вандам. За Кульм Будберг был награждён чином генерал-майора и от прусского короля — Кульмским крестом и орденом Красного орла 2-й степени.
В 1816 году он был назначен командиром 2-й бригады 1-й кирасирской дивизии. В 1821 году он был зачислен по кавалерии, без должности, а в 1824 году получил в командование 2-ю гусарскую дивизию и 22 августа 1826 года произведён в генерал-лейтенанты. Принимал участие в Русско-турецкой войне 1828—1829 гг.: сначала при осаде Силистрии, а затем в сражении при Кулевче, после которого двинулся с ней через Балканы к Адрианополю, по дороге к которому овладел городами Каракилисой (8 августа) и Люлебургазом (9 августа).
Вскоре он внезапно заболел и умер в Люлебургазе — по разным сведениям, 27 или 31 августа 1829 года.
Актриса Юлия Назаренко-Благая утверждает, что является его прямым потомком.